# 三軒家西
三軒家西（さんげんやにし）は、大阪府大阪市大正区にある町名。現行行政地名は三軒家西一丁目から三軒家西三丁目。

## 地理
大正区の北部に位置し、東に三軒家東、南に泉尾 、北西に港区、北東に西区と接している。

### 河川
- 尻無川

## 経済

### 家主
三軒家西の家主は「大井英次郎、大井文次郎」などがいた。

## 世帯数と人口
2019年（平成31年）3月31日現在の世帯数と人口は以下の通りである。
| 丁目           | 世帯数    | 人口    |
| -------------- | --------- | ------- |
| 三軒家西一丁目 | 1,019世帯 | 1,762人 |
| 三軒家西二丁目 | 705世帯   | 1,274人 |
| 三軒家西三丁目 | 638世帯   | 1,189人 |
| 計             | 2,362世帯 | 4,225人 |

### 人口の変遷
国勢調査による人口の推移。
| 1995年（平成7年）  | 5,030人 | [ 6 ]  |  |
| 2000年（平成12年） | 4,877人 | [ 7 ]  |  |
| 2005年（平成17年） | 4,480人 | [ 8 ]  |  |
| 2010年（平成22年） | 4,261人 | [ 9 ]  |  |
| 2015年（平成27年） | 3,865人 | [ 10 ] |  |

### 世帯数の変遷
国勢調査による世帯数の推移。
| 1995年（平成7年）  | 2,112世帯 | [ 6 ]  |  |
| 2000年（平成12年） | 2,200世帯 | [ 7 ]  |  |
| 2005年（平成17年） | 2,066世帯 | [ 8 ]  |  |
| 2010年（平成22年） | 2,137世帯 | [ 9 ]  |  |
| 2015年（平成27年） | 1,927世帯 | [ 10 ] |  |

## 学区
市立小・中学校に通う場合、学区は以下の通りとなる。なお、小学校・中学校入学時に学校選択制度を導入しており、通学区域以外に大正区の小学校・中学校から選択することも可能。
| 丁目           | 番   | 小学校                 | 中学校               |
| -------------- | ---- | ---------------------- | -------------------- |
| 三軒家西一丁目 | 全域 | 大阪市立三軒家西小学校 | 大阪市立大正東中学校 |
| 三軒家西二丁目 | 全域 | 大阪市立三軒家西小学校 | 大阪市立大正東中学校 |
| 三軒家西三丁目 | 全域 | 大阪市立泉尾北小学校   | 大阪市立大正東中学校 |

## 事業所
2016年（平成28年）現在の経済センサス調査による事業所数と従業員数は以下の通りである。
| 丁目           | 事業所数  | 従業員数 |
| -------------- | --------- | -------- |
| 三軒家西一丁目 | 167事業所 | 841人    |
| 三軒家西二丁目 | 75事業所  | 284人    |
| 三軒家西三丁目 | 45事業所  | 448人    |
| 計             | 287事業所 | 1,573人  |

## 交通
- 大阪府道173号大阪八尾線（大正通）
- 大浪通

## 施設
- 大阪市立三軒家西小学校
- 大阪市立三軒家西幼稚園
- 大正三軒家郵便局
- 金光教泉尾教会（泉光園）

## その他

### 日本郵便
- 〒551-0001[3]（集配局：大正郵便局[14]）